# War Profiteering Is Killing Us All
War Profiteering Is Killing Us All è un album in studio del gruppo musicale statunitense The Suicide Machines, pubblicato nel 2005.

## Tracce
1. War Profiteering Is Killing Us All – 1:27
2. Capitalist Suicide – 1:40
3. Ghost on Sunset Strip – 2:14
4. Junk – 1:39
5. 17% 18–25 – 1:39
6. Capsule (AKA Requiem for the Stupid Human Race) – 1:36
7. All Systems Fail – 1:40
8. Red Flag – 2:18
9. Nuclear Generators – 1:57
10. Bottomed Out – 2:38
11. Rebellion Is on the Clearance Rack (And I Think I Like It) – 1:48
12. Hands Tied – 1:56
13. I Went on Tour for Ten Years…and All I Got Was This Lousy T-Shirt - 5:59
14. 95% of the World Is Third World (Hidden track) – 2:34

## Formazione
- Jason Navarro – voce
- Dan Lukacinsky – chitarra, cori
- Rich Tschirhart – basso, cori
- Ryan Vandeberghe – batteria